# Riichi Ueshiba
Riichi Ueshiba (植芝 理一 Ueshiba Riichi?, también conocido como Reach Ueshiba) es un mangaka de origen japonés. Ha escrito y dibujado Yume Tsukai (Usuario ideal) y Nazo no Kanojo X (Novia Misteriosa X). Dichos mangas tuvieron una adaptación a anime, producidos por Madhouse y Hoods Entertainment respectivamente. Los personajes de otro de sus trabajos, Discommunication, tuvieron un cameo en la 14.ª OVA de Nazo no Kanojo X.

## Vida
Desde muy pequeño le gustaba hacer garabatos. Tras graduarse en el instituto Chikushigaoka de la prefectura de Fukuoka, se tomó un año sabático antes de ingresar en la Facultad de Letras I de la Universidad de Waseda. En la Universidad de Waseda, fue miembro del grupo de investigación sobre manga y empezó a dibujar manga durante este periodo.
En 1991, siendo aún estudiante de la Universidad de Waseda, ganó el gran premio de la categoría general del Comic Open Chiba Tetsuya Award del primer semestre de 1991 por su contribución Discommunication, que se publicó en el número 24 de Morning de ese mismo año, lo que supuso su debut como dibujante de manga. Una secuela de la obra premiada se publicó por entregas en Gekkan Afternoon (febrero de 1992) y se convirtió en su obra más conocida. En aquel momento, no pudo trabajar en su tesis de graduación debido a la escritura, y abandonó los estudios tras permanecer varias veces en la escuela. Desde entonces, ha seguido trabajando principalmente para la revista Gekkan Afternoon.
Discommunication se adaptó en una radionovela en 1996, y Yume Tsukai en un anime en 2006. Nazo no Kanojo, que era un One-shot, se publicó por entregas en Gekkan Afternoon, y también se ha convertido en un anime.
También es admirador de Yellow Magic Orchestra, cuya influencia puede apreciarse en su obra. Le encanta el Mahjong. Su seudónimo es Ueshiba, que significa verde como si se hubiera plantado hierba por el color verde del tablero superior de la mesa de mahjong, y Riichi se inventó directamente a partir de Reach.

## Estilo
El tema principal de sus obras es el amor y la sexualidad entre hombres y mujeres en el período de la pubertad. La obra trata sobre diversas formas de romanticismo como: la homosexualidad, el incesto, el complejo Lolita y la sexualidad fetichista.
En Discommunication y Yume Tsukai, las mitologías y folclores de la India, el Sudeste Asiático, China y Japón suelen estar presentes y el romanticismo y la sexualidad suelen representarse gráficamente de una manera muy compleja, vistosa, esotérica y lisérgica. También hay muchas citas y parodias a: Yellow Magic Orchestra (principalmente discos: Yellow magic orquesta , solid state superviviente , technodelic y BGM.), manga, anime y series tokusatsu en general. Según el autor, la obra que más lo influyó es "Nejishiki" de Yoshiharu Tsuge.
Hay algunos cambios en el diseño, en "Discommunication" se han usado líneas delgadas para representar símbolos y objetos folclóricos en cada detalle de la mesa, pero de "Yume Tsukai" se usa una línea un poco más gruesa. A partir de "Nazo no Kanojo X", las mitologías y folclores dejan de ser un tema central y el estilo enfatiza la cotidianidad. No recibe ayuda de ningún asistente, por lo que realiza sus obras completamente solo.

## Obras
- Discommunication (ディスコミュニケーション) (1991–1999, serializada en Afternoon, Kodansha)[1][2]

- Discommunication: Gakuenhen (ディスコミュニケーション 学園編) (1998, serializada en Afternoon, Kōdansha)[3]

- Discommunication: Seireihen (ディスコミュニケーション 精霊編) (1999–2000, seializada en Afternoon, Kōdansha)[4][5]

- Yume Tsukai (夢使い, "Usuario ideal") (2001–2004, serializada en Afternoon, Kōdansha)[6][7]

- Nazo no Kanojo X (謎の彼女X, Novia Misteriosa X) (2004–2014, serializada en Afternoon, Kōdansha)[8][9]

- Ookumo-chan Flashback (大蜘蛛ちゃんフラッシュ・バック, Ookumochan Furasshubakku ) (2017–2020 , serializada en Afternoon, Kodansha)[10]